# Katja Wächter
Katja Wächter (Leipzig, 28 de enero de 1982) es una deportista alemana que compitió en esgrima, especialista en la modalidad de florete.
Ganó una medalla de bronce en el Campeonato Mundial de Esgrima de 2009 y tres medallas en el Campeonato Europeo de Esgrima entre los años 2009 y 2011.
Participó en dos Juegos Olímpicos de Pekín 2008, ocupando el quinto lugar en el torneo por equipos y el octavo en la prueba individual.

## Palmarés internacional
| Campeonato Mundial | Campeonato Mundial      | Campeonato Mundial | Campeonato Mundial  |
| Año                | Lugar                   | Medalla            | Prueba              |
| ------------------ | ----------------------- | ------------------ | ------------------- |
| 2009               | Antalya (Turquía)       | Medalla de bronce  | Florete por equipos |
| Campeonato Europeo |                         |                    |                     |
| Año                | Lugar                   | Medalla            | Prueba              |
| 2009               | Plovdiv (Bulgaria)      | Medalla de plata   | Florete individual  |
| 2010               | Leipzig (Alemania)      | Medalla de plata   | Florete por equipos |
| 2011               | Sheffield (Reino Unido) | Medalla de bronce  | Florete por equipos |